# 約翰·朗頓·唐
约翰·朗頓·海顿·唐（英語：John Langdon Haydon Down，1828年11月18日—1896年10月7日）是一位英国医生，他以1862年首次描述现在称为唐氏综合症的遗传疾病而闻名，此外也在社会医学、智力障碍患者护理方面做出了巨大贡献。

## 生平
唐出生在康沃尔郡的托波因特，是来自爱尔兰德里的商人托马斯·约瑟夫·唐（Thomas Joseph Down）七个孩子中最小的，母亲汉娜·海顿来自北德文郡。他的高祖父是德里和拉福主教。
14岁时，他成为父亲的学徒，后来在1846年遇到一个患有唐氏综合症的女孩，促使他成为了一名医生。18岁时，他前往伦敦，在白教堂路当上外科医生，后来又在布卢姆茨伯里广场研究制药，曾结识麥可·法拉第，并参与后者的气体研究。
1853年，唐以学生身份进入皇家伦敦医院，老师之一是威廉·约翰·利特尔。他成绩优异，并于1856年获得了药剂师学会和皇家外科学院的资格认可。1858年，他被任命为萨里郡厄尔斯伍德精神病院（Earlswood Asylum）院长（Medical Superintendent），并在那里工作了10年。
他和他的妻子玛丽将肮脏破败的厄尔斯伍德改造得颇具人性关怀，病人的尊严受到重视，并得到学习骑马、园艺、手工艺和演讲的机会。
唐是女性高等教育的倡导者，还认为应该允许女性工作。他基于这种信念向厄尔斯伍德的领主请愿，给他的妻子玛丽发工资，但遭到拒绝。1868年，在领主拒绝给他的病人作品展提供经费后，他宣布辞职。
从厄尔斯伍德辞职后，唐在特丁顿诺曼斯菲尔德把自己家改造成智力障碍者关怀中心，第一批住户是18名智障儿童，来自社区的上层社会。唐和妻子尽最大努力教育这些孩子，取得了一定成功。到1876年，他们在诺曼斯菲尔德接纳的病人已增至160人。
唐在1896年秋天去世，享年67岁，当地人沿街为他送葬。他的尸体被火化，骨灰保存在诺曼斯菲尔德。他的妻子去世后，也被火化合葬于一处。
他在世的两个儿子雷金纳德和珀西瓦尔都获得了伦敦医院的医生资格，并在父亲于1896年去世后继承父业。雷金纳德的儿子（出生于1905年）患有唐氏综合症。他建立的关怀中心后来在1952年并入NHS。
诺曼斯菲尔德的健康中心（现称Langdon Down Centre）现为II*登录建筑，唐氏综合症协会（Down's Syndrome Association ）总部位于此地。

## 作品
- J Langdon Down. . J & A Churchill. 1887. ISBN 0-397-48017-2. OCLC 14771059.